# 야마네 이와오
야마네 이와오(일본어: 山根 巌, 1976년 7월 31일 ~ )는 일본의 전 축구 선수로 과거 산프레체 히로시마, 오이타 트리니타, 가와사키 프론탈레, 가시와 레이솔, 츠바이겐 가나자와에서 활동했으며 아들인 야마네 토와는 현재 요코하마 FC에서 활약하고 있다.

## 구단 경력
1995년 J1리그의 산프레체 히로시마에 입단했다. 1998년 재팬 풋볼 리그의 오이타 트리니티(오이타 트리니타)로 이적했다. 1999년부터 J2리그로 승격했다. 2002년까지 121경기에 출전하여, 12득점을 넣었다. 2003년 가와사키 프론탈레로 이적했다. 2004년 J2리그 우승으로 J1리그로 승격했다. 2006년 J2리그의 가시와 레이솔로 이적했다. 2006년 J2리그 준우승으로 J1리그로 승격했다. 2009년까지 93경기에 출전하여, 3득점을 넣었다. 2008년에 천황배 준우승. 그후 일본 풋볼 리그의 츠바이겐 가나자와에서 활동했다. 2011년후 현역 은퇴.